# Цимбиола вечерняя
Цимбиола вечерняя, или волюта летучей мыши (Cymbiola vespertilio), — брюхоногий моллюск из семейства волют.

## Описание
Раковина длиной 45—160 мм; среднего размера, массивная, овальная с невысоким завитком. Последний оборот очень крупный, с округлым либо резким плечом. По плечевой линии каждого оборота раковины имеется ряд невысоких заострённых бугорков. Устье раковины продолговатой формы, изнутри белого или кремового цвета. Сифональный канал широкий. По внутреннему краю наружной губы, имеющей волнообразную выемку, проходит тонкая жёлтая полоска. Колумеллярная губа белого цвета, с четырьмя крупными зубцами продолговатой формы, часто с желтоватым или серо-золотистым каллюсом. Общая окраска раковины варьируется от бежевой и кремовой до бледно-лиловой и розовато-коричневой, с разнообразными полосками, зигзагообразными линиями и пятнами коричневого или тёмно-коричневого цвета.

## Ареал
Побережья тропической части Индо-Тихоокеанский региона: от Индо-Малайзии, Индонезии, Филиппин, Папуа-Новой Гвинеи до Австралии.

## Биология
Вид встречается на глубине до 35 м на песчаных, илистых или песчано-илистых грунтах. Активен в ночное время. Является хищником, охотящимся на мелких двустворчатых моллюсков.